# بلودي رور 2
بلودي رور 2 (بالإنجليزية: Bloody Roar 2)، هي لعبة فيديو يابانية، وهي الجزء الثاني من سلسلة بلود رار، صدرت اللعبة في الأسواق سنة 1999، وتعمل على منصتي بلاي ستيشن وصالة الآركيد.